# Louis-Théodore Hérissant
Pour les articles homonymes, voir Hérissant.
Louis-Théodore Hérissant est un diplomate et littérateur français, né à Paris le 7 juin 1743, mort à Paris le 21 mai 1811.

## Biographie
Second fils de Jean-Thomas Hérissant, imprimeur du cabinet de Roi et de Marie-Nicole Estienne, Louis-Théodore Hérissant après ses études au collège de Beauvais suit des études de droit qui l'emmènent à la profession d'avocat au barreau de Paris de 1765 à 1771. Il passe alors plusieurs années en Allemagne pour y étudier le droit germanique. En 1772, le roi annonce à son père qu'il le nomme secrétaire à la légation de la diète de Ratisbonne; il en devient conseiller de légation en 1777 chargé de rédiger le traité de Teschen qui sera signé le 13 mai 1779. Il reste vingt ans dans cette ville, puis abandonne la carrière diplomatique pour ne plus s'occuper que d'histoire et de littérature.
Hérissant publie surtout des notices historiques et des biographies.
C'est dans la maison de son frère Louis-Antoine-Prosper qu'il s'éteint le 21 mai 1811.

## Œuvres
Ses principaux ouvrages sont : 
- Épître sur le Goût (Paris, réimprimée en 1783)
- Éloge de P. Restaut, en tête de la 10e édition de la Grammaire (Paris, 1765)
- Nouvelles Recherches sur la France, ou Recueil de mémoires historiques sur quelques provinces, villes et bourgs du royaume (Paris, 1766, 2 vol.)
- Éloge historique d'Houdart de La Motte (Paris, 1767)
- Avis aux Princes catholiques, ou Mémoires de canonistes célèbres, sur les moyens de se pourvoir contre les refus injustes de la cour de Rome, soit pour les bulles des prélatures, soit pour les dispenses des empêchements dirimants (Paris, 1768, 2 vol.)
- Épître à Dorat  (1769)
- Précis de la vie de Malebranche  (Amsterdam, 1769)
- Lettre sur l’Imitation de P. Corneille (dans l'Année littéraire de 1770)
- Éloges du duc d'Orléans, régent ; du comte de Caylus, et de Joly de Fleury (Galerie française,1770)
- Bibliothèque de Société, contenant des mélanges intéressants de littérature  et de morale en collaboration avec Chamfort (Paris, 1774, 4 vol.)
- Le Fablier français, ou Élite des meilleures fables depuis La Fontaine, avec une notice sur les auteurs (Paris, 1771)
- Principes de style ou Observations sur l'art d'écrire (1779)
- Observations historiques sur la littérature allemande (1781)
- Fables et discours en vers
- L'Alchimiste ou les Deux Seigneurs (1783), comédie en deux actes et en vers, en collaboration avec Anson.

Hérissant s'est fait en outre le continuateur et l'éditeur de la Galerie française de Gautier et a collaboré à la Bibliothèque historique de la France.